# رشته‌کوه ساگورامو
رشته‌کوه ساگورامو (به لاتین: Saguramo Range) یک رشته‌کوه در گرجستان است. رشته‌کوه ساگورامو ۱٬۳۹۲ متر بالاتر از سطح دریا واقع شده‌است.